# Championnats du monde de semi-marathon 2009
Navigation
Championnats du monde 2008 Championnats du monde 2010
Les Championnats du monde de semi-marathon 2009 se déroulent le 11 octobre 2009 à Birmingham, au Royaume-Uni.

## Résultats

### Hommes
| Épreuves            | Or                                                                                 | Argent                                                              | Bronze                                                             |
| Course individuelle | Zersenay Tadese 59 min 35                                                          | Bernard Kipyego 59 min 59                                           | Dathan Ritzenhein 1 h 00 min 00                                    |
| Par équipes         | Kenya Bernard Kipyego Wilson Kipsang Kiprotich Wilson Kwambai Chebet 3 h 01 min 06 | Érythrée Zersenay Tadese Samuel Tsegay Adhanom Abraha 3 h 02 min 39 | Éthiopie Tilahun Regassa Dereje Tesfaye Abebe Negewo 3 h 06 min 42 |

### Femmes
| Épreuves            | Or                                                                      | Argent                                                          | Bronze                                                           |
| Course individuelle | Mary Keitany 1 h 06 min 36                                              | Philes Ongori 1 h 07 min 38                                     | Aberu Kebede 1 h 07 min 39                                       |
| Par équipes         | Kenya Mary Keitany Philes Ongori Caroline Cheptanui Kilel 3 h 22 min 30 | Éthiopie Aberu Kebede Mestawet Tufa Tirfi Tsegaye 3 h 26 min 14 | Russie Inga Abitova Silvia Skvortsova Elza Kireeva 3 h 31 min 23 |

## Tableau des médailles
| Rang  | Nation     | Or | Argent | Bronze | Total |
| ----- | ---------- | -- | ------ | ------ | ----- |
| 1     | Kenya      | 3  | 2      | 0      | 5     |
| 2     | Érythrée   | 1  | 1      | 0      | 2     |
| 3     | Éthiopie   | 0  | 1      | 2      | 3     |
| 4     | Russie     | 0  | 0      | 1      | 1     |
| 4     | États-Unis | 0  | 0      | 1      | 1     |
| TOTAL | TOTAL      | 4  | 4      | 4      | 12    |